# Alejandra Azcárate
Alejandra Azcárate Naranjo (Bogotá, 3 de marzo de 1977) es una modelo, presentadora, locutora, comediante y actriz colombiana.

## Carrera
Su debut como presentadora fue en 2002 en el canal Citytv como presentadora de entretenimiento y reportera del informativo City Noticias. En 2003 ingresó programa matutino El Mañanero de la emisora juvenil La Mega. Meses más tarde, regresó a la televisión, esta vez en la sección Descárate con la Azcárate de Noticias RCN, durante el Concurso Nacional de Belleza en Cartagena. En los años siguientes, tuvo a cargo las trasmisiones del Canal RCN de las Ferias de Cali y Manizales y del Carnaval de Barranquilla.
Con la reestructuración que sufrió la sección de entretenimiento del noticiero en 2004, Alejandra fue elegida para conducir esta franja en la emisión de las 22:30. A mediados del segundo trimestre de 2005, Alejandra y la actriz Isabella Santodomingo presentaron su comedia en vivo Los caballeros las prefieren brutas, con temporadas en Bogotá y Medellín. Para ese momento, ya había salido de RCN y pasó a Caracol Radio, donde presentó dos programas radiales: El Gallo en Radioacktiva y La Cama, transmitido por Los 40 Principales.
Posteriormente, se vinculó a W Radio, en La hora del regreso, y volvió a la televisión en Ángeles y demonios, en Noticias Caracol, junto a Isabella Santodomingo, como parte del cubrimiento del certamen Señorita Colombia.
Al cumplir un año trabajando en Caracol Radio, Alejandra decidió retirarse de la cadena radial para retornar a RCN Radio, esta vez a presentar de nuevo El Mañanero en La Mega y El Cocuyo en RCN Básica, junto al humorista Guillermo Díaz Salamanca y su equipo.
En noviembre de 2006 incursionó en la actuación, la telenovela En los tacones de Eva, interpretando el papel de Laura, una villana ambiciosa e inestable sentimentalmente que no sabía que hacer con su vida. También encarnó a Renata Shewin en la telenovela Amor en custodia.
En 2010 ingresó al grupo de Los comediantes de la noche en el Canal RCN, que incluyó giras a nivel nacional en algunos teatros. Un año después actuó en un capítulo para la serie Mujeres asesinas, y en 2012, fue parte del jurado de Colombia tiene talento, del Canal RCN.
En el 2018 se presentó con un monólogo humorístico en el LIX Festival Internacional de Viña del Mar.
En abril de 2021 recibió una nominación a los Premios Latin Plug en la categoría de «mejor comediante del año».

### Polémica de la revistaSoho
En 2005 participó en una sesión fotográfica de la revista SoHo, que causó polémica en la sociedad católica colombiana, ya que en las fotos aparecía Azcárate representando a Jesús de Nazaret con el pecho desnudo, incluyendo una fotografía en la que se reprodujo la última cena de Leonardo da Vinci.

### Polémica de la revistaAló Mujeres
En julio de 2012, escribió una columna en la revista Aló Mujeres, que generó polémica y rechazo tanto dentro como fuera de la red, ya que en ella se burlaba de las mujeres obesas. Aunque pidió disculpas en una entrevista con la radio W Radio, aún sostuvo que por el alboroto generado por su columna light, parecería que "... era la única en el país que creía que es mejor ser flaca que gorda ...".

### Relación con su pareja y socio con tráfico ilegal de drogas (El Caso Azcárate)
En mayo de 2021, una avioneta N722KR, serie LJ-1065 fue detenida en Providencia, conteniendo 1000 kilogramos de cocaína y 500 kilogramos de marihuana, con también 250 millones de pesos y varias armas de fuego. La avioneta pertenecía a una empresa conjunta de su socio y esposo Miguel Jaramillo y Fernando Alfonso Escovar Langebeck. Según su declaración a medios, Azcárate defendió a su socio diciendo que: "Sobre todo, porque confío en mi marido, sé con quién estoy casada hace 16 años, es un publicista y emprendedor honorable. Nuestra frente la tendremos en alto y de esto saldremos de pie”. Esta situación fue conocida como el "Caso Azcárate".

### Azcárate: No Holds Barred
Desde el 28 de diciembre de 2021, Azcárate alberga Azcárate: No Holds Barred para Netflix, un programa de entrevistas con comedia de pie sobre "edad, amor y sexo", el cual no tuvo gran acogida

## Filmografía

### Televisión
| Año  | Título                           | Personaje                        |
| ---- | -------------------------------- | -------------------------------- |
| 2006 | En los tacones de Eva            | Laura Guerra                     |
| 2008 | El último matrimonio feliz       | Margarita Ortiz                  |
| 2008 | Aquí no hay quién viva           | Ayleen Ep: Érase un video casero |
| 2009 | Amor en custodia                 | Renata Schewin                   |
| 2012 | Pobres Rico                      | Patricia Rubio                   |
| 2012 | Las santísimas                   | Ana Villegas                     |
| 2015 | Diomedes, el cacique de la junta | Yurleidis                        |
| 2016 | Mujeres asesinas                 | Eliana, la cuñada                |
| 2020 | Enfermeras                       | Ella misma                       |
| 2021 | La Azcárate de frente            | Ella misma                       |

### Programas
| Año       | Título                      | Rol           |
| --------- | --------------------------- | ------------- |
| 2021-2022 | ¿Quién es la máscara?       | Investigadora |
| 2018      | Festival de Viña 2018       | Comediante    |
| 2018      | ¿Hay que ver para querer?   | Presentadora  |
| 2016      | City noticias               | Presentadora  |
| 2015      | Descarate con la Azcárate   | Presentadora  |
| 2014-2015 | Descárate sin evadir        | Presentadora  |
| 2012-2013 | Colombia tiene talento      | Jurado        |
| 2011      | Los comediantes de la noche | Comediante    |
| 2010      | Ángeles y demonios          | Presentadora  |

### Directora
| Año  | Título                                                            | Rol                                                  |
| ---- | ----------------------------------------------------------------- | ---------------------------------------------------- |
| 2012 | Sacrificio, anécdotas de ir al salón de belleza con guayabo       | Directora de Fotografía Voz del personaje "Anaconda" |
| 2013 | La dieta del lagarto: Historia de como aprendí a comerme las uñas | Narradora, Directora de arte                         |

### Radio
- Los 40 Principales, La Cama
- W Radio
- La Mega, El Mañanero
- RCN Básica, El Cocuyo
- Radioactiva

## Premios y nominaciones

### Premios TVyNovelas
| Año  | Categoría                              | Telenovela o Serie               | Resultado |
| ---- | -------------------------------------- | -------------------------------- | --------- |
| 2008 | Mejor actriz antagónica de telenovela  | En los tacones de Eva            | Nominada  |
| 2013 | Mejor actriz antagónica de telenovela  | Pobres Rico                      | Ganadora  |
| 2016 | Mejor actriz antagónica de telenovela  | Diomedes, el cacique de la junta | Ganadora  |
| 2016 | Mejor actriz protagónica de telenovela | Las santísimas                   | Nominada  |

### Premios India Catalina
| Año  | Categoría                                                | Telenovela o Serie               | Resultado |
| ---- | -------------------------------------------------------- | -------------------------------- | --------- |
| 2013 | Mejor actriz antagónica de telenovela, serie o miniserie | Pobres Rico                      | Nominada  |
| 2016 | Mejor actriz antagónica de telenovela, serie o miniserie | Diomedes, el cacique de la junta | Nominada  |

### Kids Choice Awards Colombia
| Año  | Categoría        | Telenovela o Serie               | Resultado |
| ---- | ---------------- | -------------------------------- | --------- |
| 2015 | Villano Favorito | Diomedes, el cacique de la junta | Ganadora  |

### Festival de Viña del Mar
| 2018 | Humorista | Ganadora de dos Gaviotas: de Plata y Oro |